# Csömör
Csömör là một làng thuộc hạt Pest, Hungary. Làng này có diện tích 22,7 km², dân số năm 2010 là 9047 người, mật độ 399 người/km².